# Cocanha
Cocanha és un grup de música en occità, establert a Tolosa de Llenguadoc.
El grup, format actualment per Caroline Dufau i Lila Fraysse (anteriorment hi hagué Maud Herrera i Lolita Delmonteil), compon una polifonia hipnòtica, amb panderetes, percussió de mans i peus i tambors de corda. Basen la seva música en arranjaments del repertori de música tradicional occitana, revisant-les i donant-hi una visió més moderna i feminista.

## Discografia
- «I ès?» (Pagans, 2016)[5]
- «Puput» (Pagans, 2020)[6]